# Iván Vladiszláv bolgár cár
Iván Vladiszláv (bolgárul: Иван Владислав),  (? – Dürrakhion, 1018 februárja) bolgár cár 1015-től haláláig.
Elődjét, unokatestvérét, Gavril Radomirt megölve jutott a trónra. Felvette a cári címet, és folytatta az elődei által elkezdett harcot a Bizánci Birodalom ellen. Mialatt Durrakhiont ostrom alá vette, II. Baszileiosz bizánci császár elfoglalta a cári székhelyet, Ohridot, de belső bonyodalmai miatt kénytelen volt birodalmába visszatérni. A harc azonban tovább folyt, és 1018-ban Dürrakhion előtt Iván Vladiszláv elesett egy csatában. Halála után csakhamar egész birodalma Baszileiosz kezébe került, és ezzel véget ért a mintegy negyven éve zajló bizánci–bolgár háború. Bulgária közel két teljes századon keresztül maradt bizánci fennhatóság alatt, míg az Aszen-család lerázta az igát (1185).